# Яцишин Ярослав Михайлович
Ярослав Михайлович Яцишин (нар. 25 листопада 1956) — радянський футболіст, що грав на позиції півзахисника та нападника. Відомий за виступами у клубах другої ліги чемпіонату СРСР «Спартак» із Житомира, у складі якого був одним із кращих бомбардирів, двічі входивши до списку найрезультативніших гравців української зони другої ліги, грав також у складі луцького «Торпедо». За свідченнями самого футболіста, розвитку його кар'єри футболіста завадила його пристрасть до азартних ігор.

## Клубна кар'єра
Ярослав Яцишин народився у Львівській області. Розпочав свою кар'єру на футбольних полях молодий футболіст у дублюючому складі івано-франківського Спартака, проте за короткий час його призвали до лав Радянської Армії, закінчував службу в якій він у команді ЛВВПУ. Після закінчення служби Яцшин став гравцем клубу другої ліги «Спартак» із Житомира. У цій команді футболіст відразу став гравцем основного складу, відзначившись у першому ж сезоні 11 забитими м'ячами у 40 проведених матчах за клуб, та увійшов до списку найрезультивниших гравців української зони другої ліги. Наступного сезону він у 42 проведених матчах відзначився 19 забитими м'ячами, відставши лише на один м'яч від кращих бомбардирів зони другої ліги. Після цього Яцишин отримав запрошення від кількох сильніших команд. Євген Лемешко запросив футболіста з хорошими бомбардирськими якостями до харківського Металіста, проте один із футболістів команди обізвав Яцишина «бандерою», після чого той образився та поїхав із Харкова. Одночасно Ярослава Яцишина запрошували у нікопольський «Колос», обіцяючи більшу, ніж у Житомирі зарплату, проте футболіста відмовили від переходу партнери по «Спартаку», мотивуючи це безперспективністю переходу в сільську команду. Запрошували Яцишина й у дніпропетровський «Дніпро», проте футболіст не ризикнув переходити у зв'язку із великою конкуренцією у складі дніпропетровців. Уже тоді, на початку кар'єри, Ярослав Яцишин пристрастився до картярства, яке займало увесь його вільний час. Бажання заробляти гроші привело його на Далекий Схід, де він грав у аматорських командах, у яких проте платили значно більші гроші, ніж в українських клубах. Проте за два роки футболіст скучив за Україною, і в 1984 році він став гравцем аматорського «Папірника» з Малина. У 1985 році Ярослав Яцишин повертається до виступів у команді майстрів, та стає гравцем луцького «Торпедо». Старший тренер команди Мирон Маркевич не дуже довіряв уже досвідченому футболісту, проте Яцишин зумів переконати тренера в своїй профпридатності, забивши кілька важливих голів. Після 1987 року Ярослав Яцишин грав виключно за аматорські клуби — «Авангард» (Жидачів), «Прогрес» (Бердичів) та «Керамік» (Баранівка). В останньому клубі, за свідченнями футболіста, платили найвищу зі всіх його колишніх команд зарплатню, оскільки команду підтримував керамічний завод. Після проголошення незалежності України Яцишина запрошували знову стати гравцем житомирської професійної команди, проте він не довіряв її новому власнику Заї Авдишу, і удав, що вже не може виступати на професійному рівні через травму. Після закінчення кар'єри гравця Ярослав Яцишин протягом 20 років працював на стадіоні «Україна» у Львові.